# Нітокріс I
Нітокріс I (д/н — бл. 585 до н. е.) — давньоєгипетський діяч, Дружина бога Амона у 650—585 роках до н. е. Відома також як Шепенупет III.

## Життєпис
Походила з XXVI династії. Донька фараона Псамметіха I та Мехитенуесхет. У 656 році до н. е. її батько спрямував війська, що змусили правителів Монтуемхета і Шепенупет II та верховного жерця Амона Гархебі визнати зверхність Псамметіха I. Водночас Нікотріс I стала Божественною обожнювачкою Амона, від посади якої відмовилася Аменердіс II.
У 654 році до н. е Нітокріс було удочерено Шепенупет II. Цій події присвячено Стелу, яку виявлено у 1897 році. На ній йдеться про події, що передували церемонії удочеріння (намір фараона зробити доньку Дружиною бога Амона, похід річної флотилії на чолі з номархом Сематавитефнахт, довгий перелік пожертв Нікотріс чиновникам та жерцям Фів). Нині ця стела в Каїрському музеї.
З цього часу Нітокріс також стала зватися Шепенупет. У 650 році до н. е. після смерті названої матері стає Дружиною бога Амона. Невдовзі помирає багаторічний намісник Фів Монтуемхет. Завдяки цьому Нітокріс I перебрала усю повноту жрецької та світської влади.
Основну увагу вона приділяла зміцненню становища у Фівах і Верхньому Єгипті. Водночас здійснила численні будівельні проекти у Фівах. Було продовжено відновлення й розбудову Фів, розпочаті за Монтуемхета. Основні роботи здійснювали на площі Карнакського і луксорського храмів, а також в Абідосі.
У 586 році до н. е. вдочерила доньку фараона Псамметіха II — Анхнеснеферібре, яка після смерті Нітокріс I близько 585 року до н. е. перебрала його владу.
Поховано Нітокріс I у Медінет Абу.